# Кон, Рихард
Ри́хард Кон (нем. Richard Kohn; 27 сентября 1888, Вена — 16 июня 1963, Роттердам, Нидерланды), также известный как Рихард Домби (нидерл. Richard Dombi) — австрийский футболист и футбольный тренер, венгерский еврей. Своё второе имя, Домби, получил когда играл за клуб МТК, оно означает небольшую возвышенность. Любимым девизом Кона было немецкое выражение: «Не тренируешься, не играешь», которое означало то, что как ты показываешь себя на тренировках, так часто ты играешь в основе команды.

## Карьера
Играл в клубах ВАК и МТК, а также в сборной Австрии, в составе которой провёл 6 матчей и забил 2 мяча.
Во время и до первой мировой войны начал работать тренером, он руководил клубами «Герта», «Градански», «Фёрст», «Штутгарт», «Эуропа», «1860 Мюнхен». Помимо этих команд есть данные, что Кон тренировал не только в Европе, но и в Южной Америке, в Уругвае.
В 1929 году пришёл в клуб «Мангейм», стал именно тем человеком, который посоветовал Оскару Рору, игравшему в «Мангейме», перейти в клуб «Бавария», а вскоре и сам Кон перешёл в мюнхенский клуб. В «Баварии» вся игра команда строилась вокруг талантливого форварда Конрада Хейдкампа, во многом благодаря ему, Кон выиграл свой первый титул — Чемпионат Германии, в финале которого был повержен «Айнтрахт» (Франкфурт) со счётом 2:0. В 1933 году власть в Германии захватили национал-социалисты, «Бавария», в составе которого играло много евреев, включая главного тренера, по мнению нового руководства Германии, не могла быть чемпионом, руководство страны надавило на президента клуба Карла Линдауэра, и тот просто выгнал всех евреев из команды, включая Кона.
После увольнения из «Баварии» покинул Германию и уехал в Швейцарию, возглавив в 1934 году «Базель», а затем «Грассхоппер», но успеха с швейцарскими клубами не добился.
1 июля 1935 года Кона пригласил клуб голландский «Фейеноорд». Домби сразу попытался наладить с ведущими игроками контакт и создать в клубе атмосферу дружелюбия. Это помогло — в первый же год клуб выиграл чемпионат Нидерландов, этот успех более чем удивителен, что до Кона клуб выигрывал чемпионское звание 8 лет назад, в 1928 году. Любопытна была и манера Кона работать — он обходился без ассистентов, массажистов и даже без врача команды, Кон любил делать всё сам, и делал это прекрасно, его диагнозы и методы лечения были эффективны и просты. Во второй год Кона в команде «Фейеноорд» стал вторым, однако вновь всех поразил, победив в товарищеском матче грозный английский клуб «Арсенал» со счётом 1:0. Ну а 1938 году «Фейеноорд» вновь стал чемпионом Голландии. В 1939 году клуб выступил удручающе, заняв лишь 4-е место, после которого сам Кон решил покинуть клуб.
Ему удалось пережить Холокост в Нидерландах.
После ухода из «Фейеноорда» в конце 1930-х ещё дважды возвращался в клуб: в 1951 и 1955, но в 1950-е клуб не блистал, как с Коном, так и без него. Но и тогда Домби, известный своим добрым характером проявил себя. Когда в 1955 году игрок клуба Эмма получил серьёзную травму, грозящую окончанием карьеры, Кон не отходил целыми днями от его палаты в больнице и поддерживал игрока в период его реабилитации.
В 1997 году его именем была названа улица в Роттердаме.

## Достижения
- Чемпион Германии: 1932
- Чемпион Голландии: 1936, 1938